# Sluten ordklass
En sluten ordklass är en ordklass där det synnerligen sällan tillkommer nya ord. Exempel på slutna ordklasser i svenskan är prepositioner, konjunktioner och räkneord.